# Hookeriopsis gabonensis
Hookeriopsis gabonensis är en bladmossart som beskrevs av Brotherus och Potier de la Varde 1927. Hookeriopsis gabonensis ingår i släktet Hookeriopsis och familjen Hookeriaceae. Inga underarter finns listade i Catalogue of Life.